# 阿利奇科夫河
阿利奇科夫河是俄羅斯的河流，位於堪察加半島，河道全長約46公里，流域面積45平方公里，最終注入伊恰河，是虹鱒和遠東紅點鮭的棲息地。